# Nomen illegitimum
Nomen illegitimum (latină pentru nume nelegitim) este un termen tehnic, folosit în principal în botanică. Acesta este de obicei abreviat ca nom. illeg. și este utilizat pe scară largă de către botaniști și micologi.
Un nume superfluu (în latină nomen superfluum, abreviat nom. superfl.) este de multe ori și nume nelegitim, termenul fiind utilizat pe scară largă de către botaniști.

## Definiție
Un nomen illegitimum este un nume valabil publicat, dar care contravine unor articole stabilite de către Congresul Internațional de Botanică. Numele ar putea fi ilegitim fiindcă:
- (articolul 52) a fost superfluu la data publicării, adică taxonul (reprezentat de tip) are deja un nume, sau
- (articolele 53 și 54) numele a fost deja atribuit unei alte plante (un omonim).

Pentru procedura de respingere a unor nume de altfel legitime, a se vedea nomen conservandum.
Calificarea de mai sus privind taxonul și tipul este importantă. Un nume poate fi superfluu, dar nu nelegitim dacă ar fi legitim pentru o altă circumscripție. De exemplu, numele familiei Salicaceae, bazat pe „genul tip” Salix, a fost publicat de Charles-François Brisseau de Mirbel în 1815. Deci, atunci când în 1818 Lorenz Chrysanth von Vest a publicat numele Carpinaceae (bazat pe genul Carpinus) pentru o familie care conținea în mod explicit genul Salix, acesta era de prisos: „Salicaceae” era deja numele corect pentru circumscripția lui Vest. „Carpinaceae” este de prisos pentru o familie care conține Salix. Cu toate acestea, numele nu este nelegitim, deoarece Carpinus este în sine nume legitim. Dacă genul Carpinus ar fi, în viitor, clasificat într-o familie în care nici un gen nu a fost utilizat ca bază pentru numele familiei înainte de numele lui Vest (de exemplu, dacă ar fi clasificat într-o familie proprie), atunci Carpinaceae ar fi numele său legitim. (A se vedea Articolul 52.3, Ex. 18.)
O situație similară poate apărea atunci când speciile sunt sinonimizate și transferate între genuri. Carl Linnaeus a descris ceea ce el a considerat două specii distincte de iarbă: Andropogon fasciculatus în 1753 și Agrostis radiata în 1759. Dacă acestea sunt tratate ca aceeași specie, cel mai vechi epitet specific, fasciculatus, are prioritate. Deci, în 1788, atunci când Swartz a combinat cele două plante ca o singură specie din genul Chloris, numele folosit de el, Chloris radiata, a fost superfluu, deoarece numele corect exista deja, și anume Chloris fasciculata. Chloris radiata este un nume incorect pentru o specie din genul Chloris cu același tip ca Andropogon fasciculatus al lui Linnaeus. Cu toate acestea, dacă ele sunt tratate ca specii separate, iar Agrostis radiata al lui Linnaeus este transferată în genul Chloris, atunci Chloris radiata devine nume legitim. (A se vedea Articolul 52.3, Ex. 15.)